# Tofak
Tofak (persiska: تفك, دَفاج) är en ort i Iran.   Den ligger i provinsen Qazvin, i den nordvästra delen av landet, 130 km väster om huvudstaden Teheran. Tofak ligger 1 373 meter över havet och antalet invånare är 615.
Terrängen runt Tofak är platt åt nordväst, men åt sydost är den kuperad. Terrängen runt Tofak sluttar norrut. Runt Tofak är det ganska tätbefolkat, med 62 invånare per kvadratkilometer. Närmaste större samhälle är Sangarābād, 7,8 km norr om Tofak. Trakten runt Tofak består i huvudsak av gräsmarker.